# Barbara W. Newell

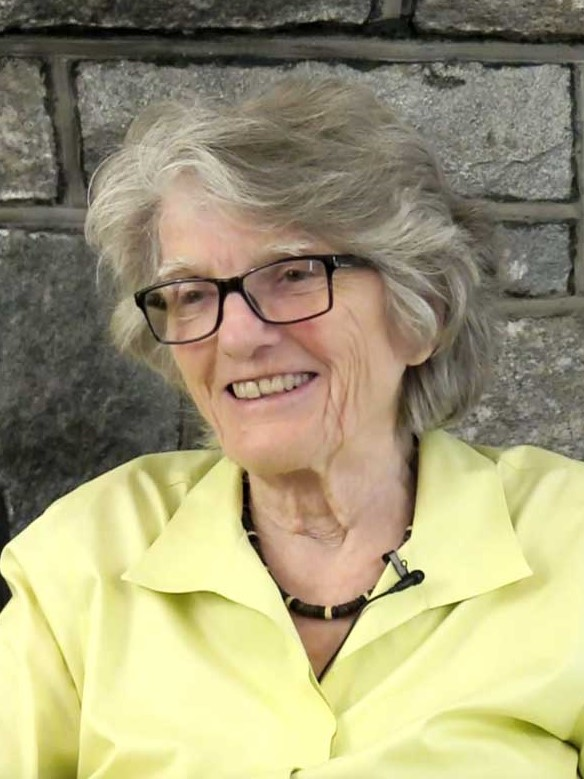
Barbara W. Newell, 2018

Barbara Warne Newell (* 19. August 1929 in Pittsburgh, Pennsylvania) ist eine US-amerikanische Wirtschaftswissenschaftlerin und Hochschullehrerin. Sie war die erste Kanzlerin des State University System of Florida, dem 12 staatliche Universitäten in Florida angeschlossen sind.

## Leben und Werk
Newell ist die Tochter von Frances Warne und dem Wirtschaftswissenschaftler Colston Warne, der der Gründungspräsident der Consumer Union war. Sie erwarb einen Bachelor-Abschluss am Vassar College und einen Master-Abschluss an der University of Wisconsin, wo sie auch in Wirtschaftswissenschaften promovierte. Von 1951 bis 1959 war sie Forschungsassistentin und Lehrassistentin an der University of Michigan und an der University of Illinois. Anschließend war sie bis 1965 Associate Professorin für Wirtschaftswissenschaften an der Purdue University und danach bis 1967 Assistentin des Kanzlers und bis 1971 Assistentin des Präsidenten an der University of Wisconsin. Für ein Jahr war sie dann Associate Provost an der University of Pittsburgh. Von 1972 bis 1980 war sie die 10. Präsidentin des Wellesley College, einer privaten Frauenhochschule, die während ihrer Amtszeit ihr hundertjähriges Bestehen feierte. Während ihrer Amtszeit wurde im College ein Zentrum für Frauenforschung eröffnet, und die wissenschaftlichen Einrichtungen wurden erweitert und an einem Ort zusammengeführt.
Von 1979 bis 1981 war sie als Nachfolgerin von Esteban Edward Torres die erste Frau, die als US-Botschafterin bei der UNESCO tätig war. Nach dem Verlassen des Wellesley College war sie von 1981 bis 1985 Kanzlerin des State University System of Florida und unterrichtete dort Wirtschaftswissenschaften. Als Witwe heiratete sie 1996 den Schriftsteller Ernest Kolowrat.